# Lijst van gemeentelijke monumenten in Delft/Wippolder

Wijk 28: Wippolder

De wijk Wippolder in de gemeente Delft kent 24 gemeentelijke monumenten; hieronder een overzicht.

## Bedrijventerrein Rotterdamseweg-Noord
De buurt Bedrijventerrein Rotterdamseweg-Noord kent 2 gemeentelijke monumenten:
| Object | Bouwjaar      | Architect                     | Locatie                        | Coördinaten                   | Nr.       | Afbeelding |
| --- | ------------- | ----------------------------- | ------------------------------ | ----------------------------- | --------- | --- |
| Drie gebouwen, onderdelen van het voormalige bedrijfscomplex van de N.V. Lijm- en Gelatinefabriek, gebouwd in een utilitaire, functionalistische vormgeving, vermoedelijk naar ontwerp vande vaste architecten van het bedrijf. | ca. 1945-1965 | J.A. Lucas en J.W. Van Kessel | Rotterdamseweg 270, 272a, 272c | 51° 59' 46" NB, 4° 22' 9" OL  | 0503/2228 | Drie gebouwen, onderdelen van het voormalige bedrijfscomplex van de N.V. Lijm- en Gelatinefabriek, gebouwd in een utilitaire, functionalistische vormgeving, vermoedelijk naar ontwerp vande vaste architecten van het bedrijf. |
| Kantoorgebouw, ontstaan als onderdeel van het complex van de voormalige Lijm en Gelatinefabriek. De oudere gedeelten zijn ontworpen door B. Schelling.                                                                          | 1885          | B. Schelling                  | Rotterdamseweg 272             | 51° 59' 46" NB, 4° 22' 12" OL | 0503/1178 | Kantoorgebouw, ontstaan als onderdeel van het complex van de voormalige Lijm en Gelatinefabriek. De oudere gedeelten zijn ontworpen door B. Schelling.                                                                          |

## TU-Campus
De campus van de Technische Universiteit Delft kent 6 gemeentelijke monumenten:
| Object | Bouwjaar  | Architect                                                                 | Locatie                                 | Coördinaten                   | Nr.       | Afbeelding |
| --- | --------- | ------------------------------------------------------------------------- | --------------------------------------- | ----------------------------- | --------- | --- |
| Ketelhuis met pomphuis en transformatorstation, gebouwd ten behoeve van de warmtevoorziening voor de nieuwe onderwijs- en onderzoeksgebouwen. Ontworpen in een expressieve functionalistische stijl. Het ketelhuis was verbonden aan het 2006-2007 gesloopte laboratorium voor Warmte- en Stoftechniek; Rotterdamseweg 139a. | 1952-1957 | Van den Broek en Bakema (projectarchitect J. Rijnsdorp)                   | Leeghwaterstraat 36                     | 51° 59' 59" NB, 4° 22' 9" OL  | 0503/1930 | Ketelhuis met pomphuis en transformatorstation, gebouwd ten behoeve van de warmtevoorziening voor de nieuwe onderwijs- en onderzoeksgebouwen. Ontworpen in een expressieve functionalistische stijl. Het ketelhuis was verbonden aan het 2006-2007 gesloopte laboratorium voor Warmte- en Stoftechniek; Rotterdamseweg 139a. |
| Gebouw voor Elektrotechniek, in drie fases gebouwd voor de toenmalige Technische Hogeschool. Het gebouw is in een functionalistische stijl ontworpen. | 1962-1967 | G. Drexhage, architectenbureau Van Bruggen, Drexhage, Sterkenburg, Bodon. | Mekelweg 4,6, Feldmannweg 3-17 (oneven) | 51° 59' 55" NB, 4° 22' 24" OL | 0503/1935 | Meer afbeeldingen |
| Stevinlaboratorium, 'Stevin III'. Tegelijk met het bijbehorende gebouw voor Civiele Techniek in functionalistische stijl ontworpen. Gebouwd ten behoeve van onderzoek en onderwijs op het gebied van vloeistofmechanica. | 1964-1975 | Van den Broek en Bakema (projectarchitect Hans Boot)                      | Pieter Calandweg 3, 5                   | 51° 59' 53" NB, 4° 22' 36" OL | 0503/2008 | Stevinlaboratorium, 'Stevin III'. Tegelijk met het bijbehorende gebouw voor Civiele Techniek in functionalistische stijl ontworpen. Gebouwd ten behoeve van onderzoek en onderwijs op het gebied van vloeistofmechanica. |
| Stevinlaboratorium, 'Stevin II', in functionalistische stijl ontworpen ten behoeve van onderwijs en onderzoek op het gebied van toegepaste mechanica en constructies en materialen. Het laboratorium behoort bij het gelijktijdig door dit architectenbureau gebouwde complex van Civiele Techniek.                          | 1957-1969 | Van den Broek en Bakema                                                   | Stevinweg 3                             | 51° 59' 56" NB, 4° 22' 34" OL | 0503/2246 | Stevinlaboratorium, 'Stevin II', in functionalistische stijl ontworpen ten behoeve van onderwijs en onderzoek op het gebied van toegepaste mechanica en constructies en materialen. Het laboratorium behoort bij het gelijktijdig door dit architectenbureau gebouwde complex van Civiele Techniek.                          |
| Stevinlaboratorium, 'Stevin I', van de Technische Universiteit Delft, in functionalistische stijl ontworpen. Gebouwd ten behoeve van onderzoek en onderwijs op het gebied van toegepaste mechanica en het onderzoek van constructies. In 1963 uitgebreid naar ontwerp van bureau Verhave Luyt De Iongh.                      | 1952-1957 | D.Roosenburg, architectenbureau Roosenburg Verhave Luyt De Jong           | Stevinweg 4                             | 51° 59' 57" NB, 4° 22' 33" OL | 0503/1943 | Stevinlaboratorium, 'Stevin I', van de Technische Universiteit Delft, in functionalistische stijl ontworpen. Gebouwd ten behoeve van onderzoek en onderwijs op het gebied van toegepaste mechanica en het onderzoek van constructies. In 1963 uitgebreid naar ontwerp van bureau Verhave Luyt De Iongh.                      |

## Wippolder-Zuid
De buurt Wippolder-Zuid kent 1 gemeentelijk monument:
| Object                                                                                   | Bouwjaar  | Architect                                                                             | Locatie            | Coördinaten                  | Nr.       | Afbeelding        |
| ---------------------------------------------------------------------------------------- | --------- | ------------------------------------------------------------------------------------- | ------------------ | ---------------------------- | --------- | ----------------- |
| Immanuëlkerk, gebouwd voor de Gereformeerde kerk Delft in sculpturalistische vormgeving. | 1956-1960 | Fons Van Den Berg, architectenbureau F. Eschauzier jr., F. van den berg en De Vletter | Schoemakerstraat 1 | 52° 0' 19" NB, 4° 22' 30" OL | 0503/2219 | Meer afbeeldingen |

## Zeeheldenbuurt
De Zeeheldenbuurt kent 15 gemeentelijke monumenten:
| Object | Bouwjaar  | Architect              | Locatie                               | Coördinaten                  | Nr.       | Afbeelding |
| --- | --------- | ---------------------- | ------------------------------------- | ---------------------------- | --------- | --- |
| Complex van vier herenhuizen aan de singel rondom de binnenstad van Delft. Representatief voorbeeld van de Nieuwe Kunst (Jugendstil) met invloeden van de Engelse landhuisstijl.                 | 1904-1905 | A. van der Lee (Delft) | Hertog Govertkade 9                   | 52° 0' 20" NB, 4° 21' 44" OL | 0503/2282 | Complex van vier herenhuizen aan de singel rondom de binnenstad van Delft. Representatief voorbeeld van de Nieuwe Kunst (Jugendstil) met invloeden van de Engelse landhuisstijl.                 |
| Complex van vier herenhuizen aan de singel rondom de binnenstad van Delft. Representatief voorbeeld van de Nieuwe Kunst (Jugendstil) met invloeden van de Engelse landhuisstijl.                 | 1904-1905 | A. van der Lee (Delft) | Hertog Govertkade 10                  | 52° 0' 21" NB, 4° 21' 44" OL | 0503/2671 | Complex van vier herenhuizen aan de singel rondom de binnenstad van Delft. Representatief voorbeeld van de Nieuwe Kunst (Jugendstil) met invloeden van de Engelse landhuisstijl.                 |
| Complex van vier herenhuizen aan de singel rondom de binnenstad van Delft. Representatief voorbeeld van de Nieuwe Kunst (Jugendstil) met invloeden van de Engelse landhuisstijl.                 | 1904-1905 | A. van der Lee (Delft) | Hertog Govertkade 11                  | 52° 0' 21" NB, 4° 21' 45" OL | 0503/2672 | Complex van vier herenhuizen aan de singel rondom de binnenstad van Delft. Representatief voorbeeld van de Nieuwe Kunst (Jugendstil) met invloeden van de Engelse landhuisstijl.                 |
| Complex van vier herenhuizen aan de singel rondom de binnenstad van Delft. Representatief voorbeeld van de Nieuwe Kunst (Jugendstil) met invloeden van de Engelse landhuisstijl.                 | 1904-1905 | A. van der Lee (Delft) | Hertog Govertkade 12                  | 52° 0' 21" NB, 4° 21' 45" OL | 0503/2673 | Complex van vier herenhuizen aan de singel rondom de binnenstad van Delft. Representatief voorbeeld van de Nieuwe Kunst (Jugendstil) met invloeden van de Engelse landhuisstijl.                 |
| Herenhuis, onderdeel van een blokje van twee herenhuizen met hoekwinkel met rijke Jugendstil ornamentering.                                                                                      | 1903      | W.Th. Rothfusz (Delft) | Hertog Govertkade 13                  | 52° 0' 21" NB, 4° 21' 45" OL | 0503/2674 | Herenhuis, onderdeel van een blokje van twee herenhuizen met hoekwinkel met rijke Jugendstil ornamentering.                                                                                      |
| Herenhuis, onderdeel van een blokje van twee herenhuizen met hoekwinkel met rijke Jugendstil ornamentering.                                                                                      | 1903      | W.Th. Rothfusz (Delft) | Hertog Govertkade 14/Rotterdamseweg 2 | 52° 0' 21" NB, 4° 21' 46" OL | 0503/2675 | Herenhuis, onderdeel van een blokje van twee herenhuizen met hoekwinkel met rijke Jugendstil ornamentering.                                                                                      |
| Villa met Y-vormige plattegrond, typerend voor de Engelse landhuisstijl, met zowel expressionistische als traditionele invloeden.                                                                | 1928      | A.R. Wittop Koning     | Julianalaan 154                       | 52° 0' 10" NB, 4° 22' 1" OL  | 0503/2293 | Villa met Y-vormige plattegrond, typerend voor de Engelse landhuisstijl, met zowel expressionistische als traditionele invloeden.                                                                |
| Villa van één bouwlaag met mansardedak, genaamd Zonnehove | 1920-1930 |                        | Julianalaan 163/165                   | 52° 0' 10" NB, 4° 21' 59" OL | 0503/1790 | Villa van één bouwlaag met mansardedak, genaamd Zonnehove |
| Neoclassicistische villa, in oorsprong in 1847 gebouwd voor H. Hartog Heijs, en niet lang daarna aan de rechterzijde in dezelfde stijl uitgebreid.                                               | 1847      |                        | Kanaalweg 1 t/m 1k                    | 52° 0' 23" NB, 4° 21' 49" OL | 0503/1791 | Neoclassicistische villa, in oorsprong in 1847 gebouwd voor H. Hartog Heijs, en niet lang daarna aan de rechterzijde in dezelfde stijl uitgebreid.                                               |
| Voormalige Dr. H. Bavinckschool, gebouwd in expressionistische stijl, thans in gebruik als kantoor.                                                                                              | 1927      | E. J. Rothuizen        | Maerten Trompstraat 25                | 52° 0' 15" NB, 4° 21' 58" OL | 0503/2305 | Voormalige Dr. H. Bavinckschool, gebouwd in expressionistische stijl, thans in gebruik als kantoor.                                                                                              |
| Prominent hoekpand, gebouwd als woonhuis, thans in gebruik als hotel. | 1920      | J. Klijnen             | Maerten Trompstraat 33                | 52° 0' 13" NB, 4° 22' 1" OL  | 0503/2306 | Prominent hoekpand, gebouwd als woonhuis, thans in gebruik als hotel. |
| Schoolgebouw, voormalige gemeentelijke HBS. Het pand is gebouwd in een sobere aan de Amsterdamse School verwante bouwstijl.                                                                      | 1922      | ir E. Elout            | Mijnbouwstraat 25                     | 52° 0' 21" NB, 4° 21' 56" OL | 0503/1801 | Schoolgebouw, voormalige gemeentelijke HBS. Het pand is gebouwd in een sobere aan de Amsterdamse School verwante bouwstijl.                                                                      |
| Villa Buitenrust, villa in neoclassicistische stijl. | ca. 1870  |                        | Rotterdamseweg 13                     | 52° 0' 20" NB, 4° 21' 48" OL | 0503/1894 | Villa Buitenrust, villa in neoclassicistische stijl. |
| Pand, in oorsprong behorend bij een scheepstimmerwerf en waarschijnlijk nog daterend uit de tweede helft van de 17de eeuw. In de 19de eeuw verbouwd en onder meer voorzien van een lijstgevel.   | 1650-1700 |                        | Scheepmakerij 8                       | 52° 0' 19" NB, 4° 21' 43" OL | 0503/1179 | Pand, in oorsprong behorend bij een scheepstimmerwerf en waarschijnlijk nog daterend uit de tweede helft van de 17de eeuw. In de 19de eeuw verbouwd en onder meer voorzien van een lijstgevel.   |
| Bedrijfspand, in een eclectische stijl, gebouwd ten behoeve van de houtzagerij van de gebroeders A. en J. Noteboom. Later bij het bedrijfs- complex van Vliegenthart (Scheepmakerij 12) gevoegd. | 1910      | A & J. Noteboom        | Scheepmakerij 9                       | 52° 0' 18" NB, 4° 21' 43" OL | 0503/694  | Bedrijfspand, in een eclectische stijl, gebouwd ten behoeve van de houtzagerij van de gebroeders A. en J. Noteboom. Later bij het bedrijfs- complex van Vliegenthart (Scheepmakerij 12) gevoegd. |